# Camp agroecològic

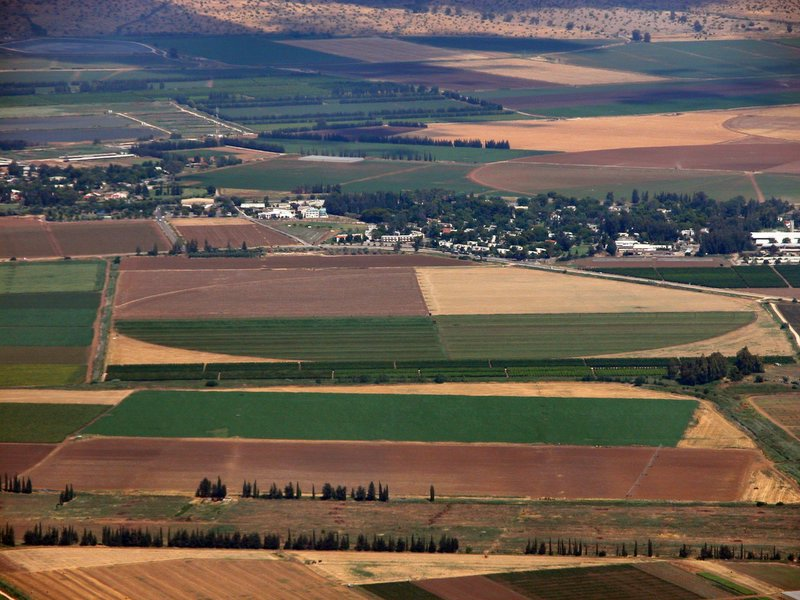
Terres agrícoles amb grans superfícies de monocultiu mancades d'heterogeneïtat.

Un camp agroecològic és aquell en el qual es du a terme el model de cultiu basant en l'agricultura ecològica. Amb la creació d'aquests camps, es vol aconseguir la fusió entre l'agronomia que seria el conjunt de diverses ciències aplicades amb l'objectiu de la recerca i investigació dels ecosistemes agrícoles, per a la millora de la producció i transformació dels productes agrícoles i alimentaris; l'ecologia que consisteix en la creació d'un vincle entre els éssers vius amb l'entorn, juntament amb la relació amb el medi ambient; i l'economia on amb aquesta aplicació dels diferents mètodes econòmics, el seu objectiu és el vincle entre l'economia i el sector agropecuari aquell que està inclòs al sector primari, i està format per l'agricultura i la ramaderia, que estan relacionades amb la caça, la pesca i les indústries alimentàries. Amb la implantació d'aquests cultius, també es pretén allunyar l'ús de productes fertilitzants i químics de les persones, animals, plantes i del medi ambient. El sòl és un ecosistema, per tant està contínuament sofrint transformacions, depenent del clima, la zona, els minerals, entre d'altres. Quan el sòl, no és objecte de l'acció humana, és dir un sòl natural, l'erosió és lenta, tanmateix, quan l'humà modifica o actua al sòl, té una erosió molt més ràpida. Quan el sòl és natural, la regeneració és més ràpida, en canvi quan el sòl és transformat pels humans, la regeneració és més lenta. L'agricultura, amb l'ús de productes químics provoca l'erosió d'aquests sòls, amb la qual cosa, repercuteix a una part de la microflora del sòl, de la qual la major part de les propietats del sòl en provenen.

## Característiques de l'agricultura agroecològica
L'objectiu d'aquestes zones de cultiu és allunyar tots els fertilitzants i productes químics, que no sols perjudiquen el sòl, sinó també a les persones, als animals, als oceans i al medi ambient.
Així doncs, l'agricultura ecològica es basa en l'ús de recursos naturals. Aquests recursos, mantenen l'estat òptim del sòl, mantenint les seves propietats i la fertilitat d'aquest.

### Adobs verds
Són aquells que s'utilitzen en l'agricultura agroecològica, que es planten, posteriorment es tallen i s'enterren al mateix lloc on s'han plantat. D'aquesta forma, es millora l'activitat del sòl i tot el que el forma.
Els adobs verds més utilitzats són:
- Les brassicàcies: de creixement ràpid aportant minerals, per exemple, la mostassa blanca.
- Les poàcies: associades a les lleguminoses, ajuden a l'obtenció de la biomassa, en seria un exemple la civada.
- Les lleguminoses: ajuden a mantenir el nivell de nitrogen. Un exemple en són els trèvols o les faves.

Alguns dels beneficis més importants d'aquests adobs verds són que ajuden a mantenir els nivells de nitrogen i carboni, redueixen la pèrdua de nutrients del sòl, protegeixen al sòl dels canvis climàtics (zones d'aridesa o zones humides amb moltes pluges), de manera natural, són uns bons aliats contra les plagues i mantenen la flora microbiana del sòl.

## Rotació de conreus
La rotació de conreus consisteix a anar alternant la plantació, de manera que no sempre al mateix terreny, s'hagi plantat els mateixos aliments, d'aquesta manera, s'evitarà la pèrdua constant de mineral o l'atac de plagues. La rotació, juntament amb la plantació de les lleguminoses, és un bon aliat contra les plagues i l'erosió del sòl, d'altra banda, no perjudiquen el medi ambient i els aliments conreats són orgànics.

## Associació de cultius
En l'associació de cultius es procedeix al cultiu de diverses plantes en un mateix terreny, no són plantes qualsevol, sinó que són combinacions que produeixen una sinergia entre elles, fent així que el sòl absorbeixi el màxim de nutrients, sigui resistent a les plagues d'entre altres beneficis.

## Relació amb l'actualitat
Cada cop més, les idees dels camps agroecològics, de l'ecologia i de la cura de l'ambient, està aferrant-se a les societats amb força, ja que, cada cop, la gent és més conscient que la constant producció industrial, juntament amb l'explotació dels recursos naturals, i l'acció humana en altres aspectes, han "desnaturalitzat" tot allò que reflectia un paisatge, per tant, els camps agroecològics, s'estan posant a punt i començant a proliferar i cada vegada més, a causa de l'arrelament d'aquestes idees i cultures més ecologistes.